# Tralli-Valli
«Tralli-Valli» (укр. Тралі-Валі) — третій студійний альбом українського артиста Андрія Данилка, який виступає в образі Вєрки Сердючки. Альбом був випущений у жовтні 2006 року на лейблах «mamamusic» (Україна) та «Союз» (Росія).